# Saint Vincent e Grenadine ai Giochi della XXX Olimpiade
Saint Vincent e Grenadine ha partecipato ai Giochi della XXX Olimpiade di Londra, che si sono svolti dal 27 luglio al 12 agosto 2012, con una delegazione di 3 atleti.

## Atletica leggera
Gare maschili
| Atleta                 | Gara  | Batterie | Batterie | Quarti | Quarti | Semifinali | Semifinali  | Finale | Finale |
| Atleta                 | Gara  | Tempo    | Pos.     | Tempo  | Pos.   | Tempo      | Pos.        | Tempo  | Pos.   |
| ---------------------- | ----- | -------- | -------- | ------ | ------ | ---------- | ----------- | ------ | ------ |
| Courtney Carl Williams | 100 m | 10"80    | 3°       | N.D.   | N.D.   | non        | qualificato |        |        |

Gare femminili
| Atleta           | Gara  | Batterie | Batterie   | Quarti | Quarti | Semifinali | Semifinali | Finale | Finale |
| Atleta           | Gara  | Tempo    | Pos.       | Tempo  | Pos.   | Tempo      | Pos.       | Tempo  | Pos.   |
| ---------------- | ----- | -------- | ---------- | ------ | ------ | ---------- | ---------- | ------ | ------ |
| Kineke Alexander | 400 m | non      | completato | N.D.   | N.D.   |            |            |        |        |

## Nuoto
Gare maschili
| Atleta        | Gara              | Batteria | Batteria  | Semifinale | Semifinale  | Finale | Finale    |
| Atleta        | Gara              | Tempo    | Posizione | Tempo      | Posizione   | Tempo  | Posizione |
| ------------- | ----------------- | -------- | --------- | ---------- | ----------- | ------ | --------- |
| Tolga Akcayli | 50 m stile libero | 45°      | 26"27     | non        | qualificato |        |           |